# MSX Engine
Se llama MSX Engine a una serie de chips LSI que integraban las funciones de CPU, VDP, chip de sonido y control de puertos I/O en diferentes generaciones de ordenadores MSX. El primer chip MSX-Engine, el Toshiba T7775 no incluía las funciones de CPU, por lo que precisaba de un Zilog Z80. Versiones posteriores incluyeron la CPU en el paquete. El último chip que recibe esta calificación, el S-1990, necesitaba de un R800 como CPU externa.
Los Toshiba T7775 y Toshiba T7937 se utilizaron principalmente en los MSX 1. El Toshiba T9769 se utiliza en los ordenadores MSX 2, donde también están presentes el Yamaha S-1985 y el Yamaha S-3527. Para los MSX 2plus sólo se emplean chips de Toshiba. Los MSX Turbo-R utilizan el NEC S-1990 "TurboR bus controller" junto con una CPU R800.
Los chips MSX engine de Yamaha se utilizan en la mayoría de los ordenadores MSX de Sony y Philips, mientras que los chips de Toshiba se utiliza en la mayoría de las computadoras de Sanyo y Matsushita (Panasonic/National).

## MSX 1
Toshiba T7775
- Chip CMOS LSI que condensa todas las funciones de un MSX 1

Toshiba T7937
- CPU compatible Zilog Z80 a una velocidad de reloj de 3,58 MHz.
- PSG-chip de sonido, compatible con el General Instrument AY-3-8910
- VDP: Texas Instruments TMS9918
- PPI: retrocompatible con el Intel i8255
- Diseño super integrado de 1,5 um en un chip de 10.5 × 8.6 mm en encapsulado QFP de 144 pines
- Incorporan este Custom chip las siguientes máquinas
  - T7937A
    - Gradiente Expert DD Plus

## MSX 2/MSX 2+
Toshiba T9769

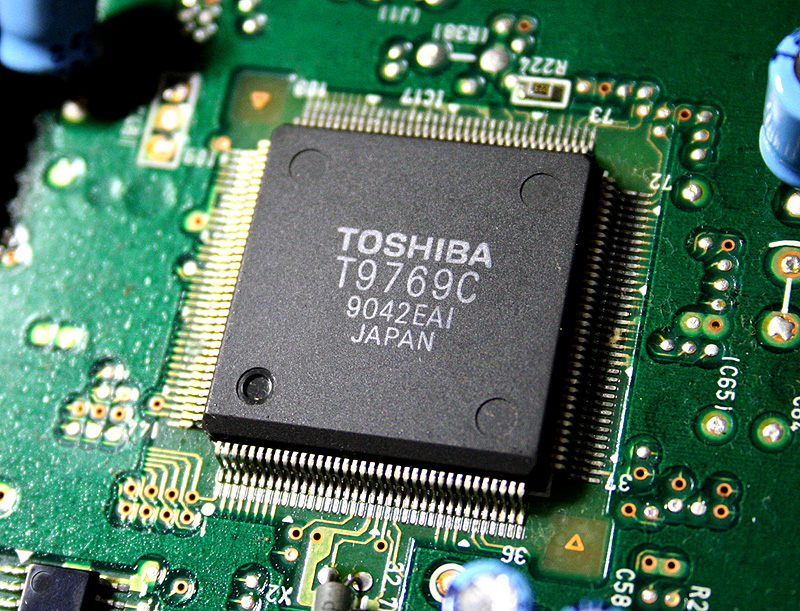
Toshiba T9769C MSX-ENGINE

- CPU Zilog Z80 a 3,58 MHz (T9769B) o 5,38 MHz (T9769C desarrollado con Matsushita para los MSX 2plus Panasonic FS-A1 WS y Panasonic FS-A1 WSX)
- VDP Yamaha V9958
- PSG-chip de sonido, compatible con el General Instrument AY-3-8910
- PPI: retrocompatible con el Intel i8255
- Incorpora funciones MSX 1, MSX 2 y MSX 2+
- dimensiones: 10.5 × 8.60 mm

Yamaha S-1985

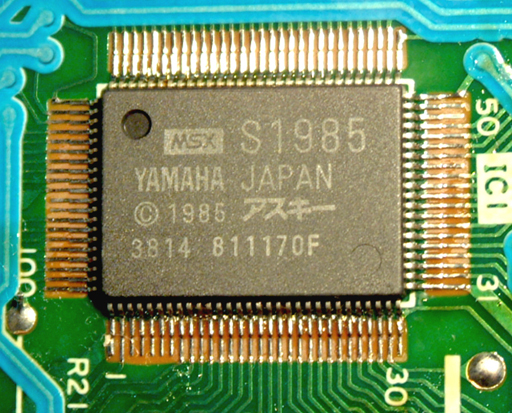
Yamaha S-1985 MSX-Engine

- CPU compatible Zilog Z80 a una velocidad de reloj de 3,58 MHz.

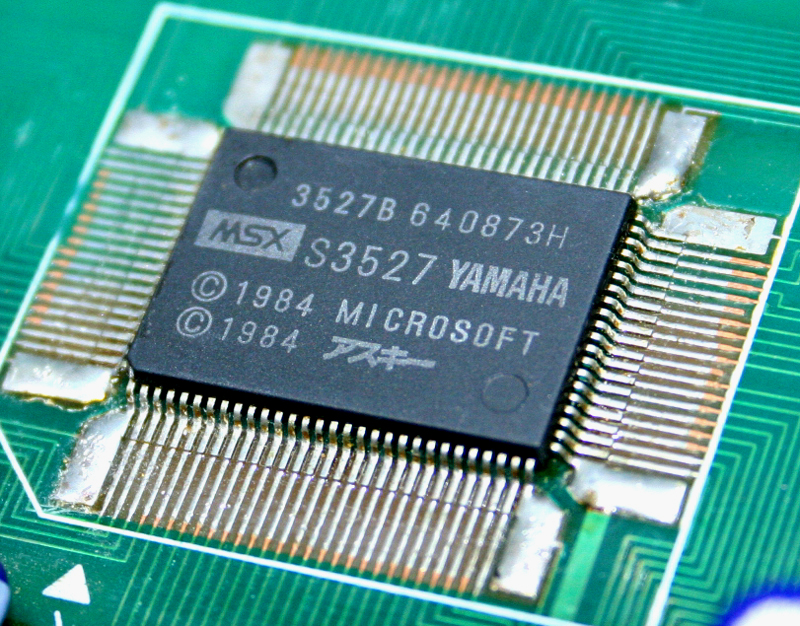
Yamaha S-3527 MSX-Engine

- PSG-chip de sonido Yamaha YM2149, compatible con el General Instrument AY-3-8910
- PPI: retrocompatible con el Intel i8255
- RAM: 16 KB
- Funciones MSX 1 y MSX 2
- Incorporan este Custom chip las siguientes máquinas
  - Daewoo CPC-300
  - Daewoo CPC-400S
  - National FS-4500
  - National FS-4600
  - National FS-4700
  - National FS-5000
  - National FS-5500F1
  - National FS-5500F2
  - Sony HB-F1X
  - Sony HB-F700
  - Sony HB-F9
  - Talent TPC-310

Yamaha S-3527
- PSG-chip de sonido Yamaha YM2149, compatible con el General Instrument AY-3-8910
- PPI: retrocompatible con el Intel i8255
- Funciones MSX 1 y MSX 2
- 100 pines
- Incorporan este Custom chip las siguientes máquinas
  - Philips NMS 8220
  - Philips NMS 8245
  - Philips NMS 8250
  - Philips NMS 8255
  - Philips NMS 8280
  - Philips VG 8020 revisiones /19 (SECAM), /20 y /40
  - Philips VG 8230
  - Philips VG 8235
  - Sony HB-F500
  - Yamaha CX5MII
  - Yamaha CX5MII/128
  - Yamaha YIS-503

## MSX Turbo R
S-1990 combinado con un T9769C

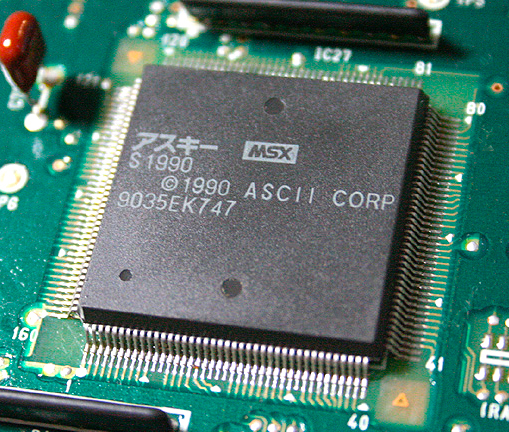
ASCII S-1990 TurboR bus controller

El S-1990 no es en sí un MSX-engine pero actúa como bus controller (controlador de bus), incorporando elementos para combinar al Zilog Z80 incorporado en el T9769C (el verdadero MSX engine) y la CPU R800, con la gestión de memoria, lógica de slots y otro hardware incorporado en el T9769C. Incorpora también hardware para ayudar en la depuración de software.